# Fédération des entreprises romandes Genève
Pour les articles homonymes, voir FER.

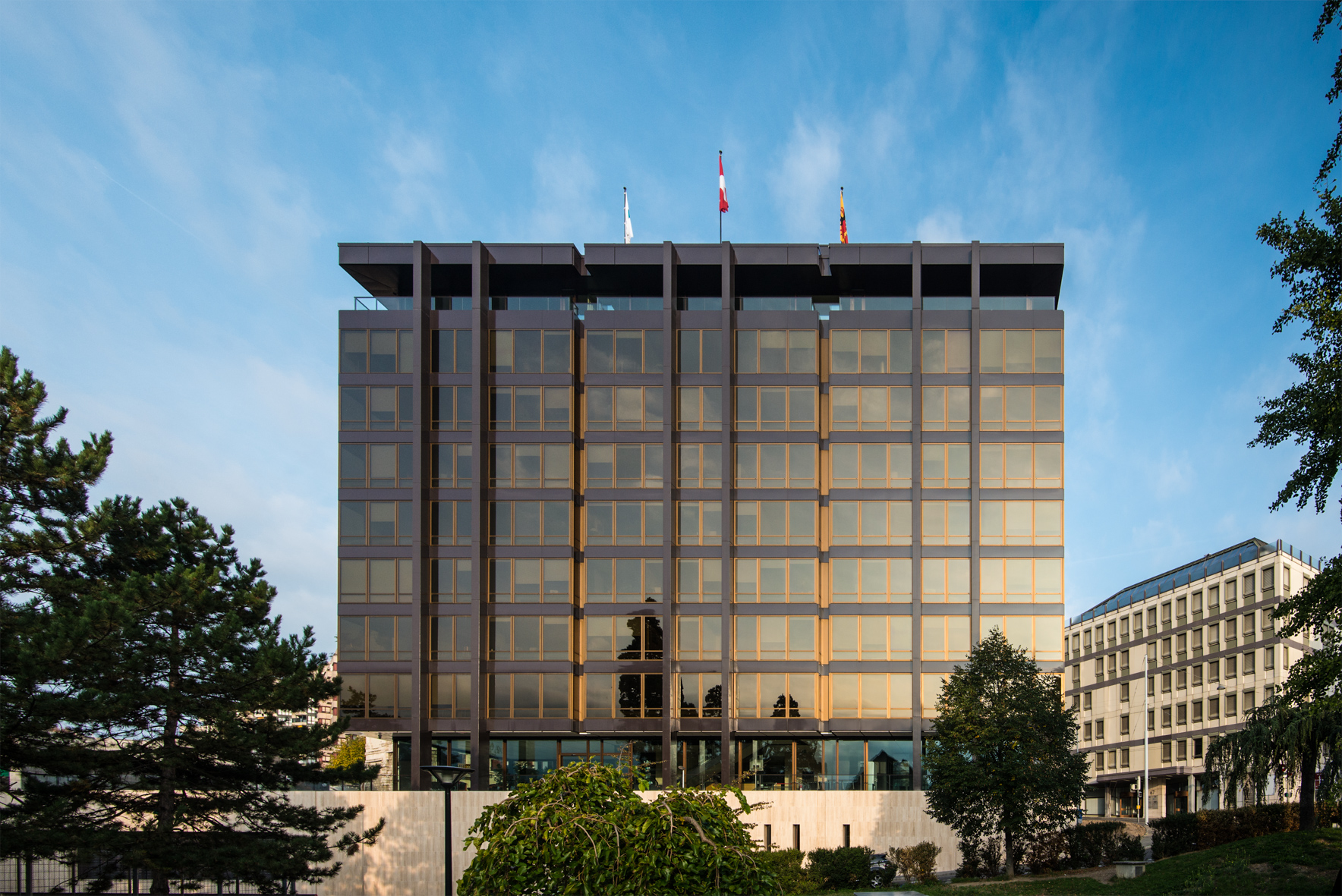
Bâtiment de la FER Genève au 98, rue de Saint-Jean

La Fédération des Entreprises romandes Genève (FER Genève) est une organisation patronale et économique faîtière. Elle est active dans le soutien et la promotion de l'économie privée, la réflexion sur l'évolution de la société, la fourniture de services et la mise en relation de ses membres et partenaires.

## Histoire
La Fédération des Entreprises romandes Genève est issue du Groupe patronal interprofessionnel, fondé en 1928. En 1931, ce dernier s'est allié avec la Fédération des syndicats chrétiens de Genève pour fonder la Fédération genevoise des corporations. Celle-ci avait pour but de mettre en œuvre le corporatisme,, et de mettre en place des réponses aux changements sociétaux apportés par la révolution industrielle. La volonté est d'assurer des conditions de vie acceptables par la mise en place d'un filet de protection sociale, tout en s'opposant au rôle de l'État dans ce domaine.
Elle gérait plusieurs institutions sociales, comme des bureaux de placements, des caisses de chômage, d'assurance-maladie ou d'allocations familiales,.
En 1940 est créée la  Caisse interprofessionnelle d'allocations aux mobilisés (CIAM) afin d'appliquer le régime de perte de gain mis en place par le Conseil Fédéral,.
La Fédération genevoise des corporations est dissoute en 1946, et chaque entité continue de son côté. Sa composante patronale a continué son action sous le nom de Fédération des syndicats patronaux, puis de Fédération des entreprises romandes Genève (FER Genève), à partir de 2003,.

## Organisation
La Fédération des Entreprises romandes regroupe des entreprises membres et des personnes indépendantes, dont  environ 20 % à travers l'une des quelque 80 associations professionnelles affiliées à la fédération.
Philippe Fleury, qui a succédé à Blaise Matthey comme directeur général de la FER Genève le 1er juin 2023, quitte l'organisation à la fin de l’année 2024. L’intérim à la direction générale est assuré par une délégation. Ivan Slatkine en est le président depuis 2015.
La FER Genève a pour mission le soutien et la promotion de l'économie privée, afin de promouvoir le point de vue des entreprises auprès des autorités cantonales, fédérales et internationales.
La Caisse Inter-Entreprises de prévoyance professionnelle (CIEPP) est une fondation commune à but non lucratif créée en 1961 par la Fédération des Entreprises Romandes (anc. Fédération des syndicats patronaux). Active partout en Suisse, elle propose des solutions de prévoyance professionnelle aux entrepreneurs et indépendants.
Avec 10'094 PME et indépendants affiliés, 45'570 assurés et 6'628 rentiers, la CIEPP est l'une des plus importantes institutions de prévoyance de Suisse. Ses actifs dépassent, à fin 2020, les 8 milliards de francs ,,.
Le 24 mai 1984, la CIEPP est transformée en société coopérative. Le 2 juin 2005, elle devient une fondation commune à but non lucratif avec l’introduction d’une gestion paritaire .
La direction de la Caisse, composée d’un directeur et d’un directeur adjoint, gère la CIEPP dans la limite des pouvoirs conférés par le Conseil de fondation. La CIEPP est membre de l’AISS, Association internationale de la sécurité sociale (ISSA). Le siège social de la CIEPP se trouve au 67, rue de Saint-Jean à Genève. Le bâtiment a bénéficié en 2019 d’une surélévation, passant de cinq à sept étages, et d’une rénovation qui s’est accompagnée d’une mise aux normes énergétiques. Cette transformation a obtenu le 2e Prix Bilan de l’immobilier 2019, dans la catégorie rénovation.
Environ 80 associations professionnelles sont affiliées à la FER Genève, issues de différentes branches des secteurs secondaire et tertiaire. La FER Genève assure le secrétariat de la plupart d’entre elles et fournit des conseils juridiques à leurs membres,.
La FER Genève est active dans la formation professionnelle. Elle a contribué à mettre en place le système actuellement en vigueur à Genève. Elle soutient les associations professionnelles donnant des cours interentreprises aux apprentis de la branche. 
La rentrée des entreprises se tient chaque année.